# Джордж Торогуд
Джордж Лоуренс Торогуд (англ. George Lawrence Thorogood; нар. 24 лютого 1950) — американський музикант, співак і автор пісень з міста Вілмінгтон (Делавер). Його «високоенергетичне бугі-блюзове» звучання стало провідним на рок-радіо у 1980-х роках, з такими хітами й оригінальними піснями як «Bad to the Bone» та «I Drunk Alone». Він також допоміг популяризувати старі пісні американських ідолів, такі як «Move It on Over», «Who Do You Love?» та «House Rent Boogie/One Bourbon, One Scotch, One Beer»
З власною групою Delaware Destroyers (укр. Руйнівники з Делаверу), Торогуд випустив понад 20 альбомів, з яких два стали платиновими, а шість — золотими. Він продав 15 мільйонів копій по всьому світу. Торогуд і його група продовжують виступати по всьому світі, а в 2014 році відзначили своє 40-річчя.

## Музична кар'єра

### Початок
Значний вплив на становлення Торогуда як музиканта, здійснив рок-н-рол. Телебачення давало змогу дивитися виступи таких легенд 1960-х, як Бітлз на Шоу Еда Саллівана і Роллінг Стоунз на Shindig. Торогуд згадує: «Ми всі це бачили і казали собі: це все, що я хочу робити». В цей час в Америці з'являється купа підліткових груп, зокрема і в передмістях Вїлмінгтона, штату Делавер, до складу однієї з яких Торогуд входить як співак. Перший концерт в його житті стався на дні народження його сестричок-близнят. Йому було 15 років і він заробив 20$. «Це був той день, коли я став професійним рок-виконавцем» — згадує Торогуд.
До своїх 20-ти років (період початку 70-х), Торогуд займався сольною акустичною кар'єрою в стилі Роберта Джонсона та Елмор Джеймс, натхнений виступом Джона П. Геммонда. 

### Становлення
Отримавши чимало позитивних відгуків від впливових в блюзі людей, Торогуду порадили створити власний колектив. Незабаром, він запрошує свого друга та однокласника, ударника Джефа Саймона (Jeff Simon) та ще одного гітариста в новостворене тріо під назвою Delaware Destroyers. Через три роки він зібрав "Руйнівників" у своєму рідному штаті Делавер; де на додачу до Торогуда, група мала басиста Майкла Ленна (Michael Lenn), другого гітариста Рона Сміта (Ron Smith) й ударника Джефа Саймона. 
На початку 1970-х Торогуд заробляв, працюючи як дорожня команда для Хаунда-Дога Тейлора. Група завантажилась на "Шеві" Джефа і почали давати концерти по всій Новій Англії та Долині Делавер.  Їхні перші шоу відбулись в Рацкеллері (барі) Делаверського університету і в Deer Park Tavern.  З запрошуваними музикантами колектив розробив власне звучання — суміш чиказького блюзу та рок-н-ролу.  «Я знав, що якби ми просто продовжували грати, то наш звук з'явився б природним шляхом» — зазначає Торогуд. На той момент вони заробляли 200$ за ніч. Пізніше, назва гурту була скорочена до простого The Destroyers.
Далі, у 1970-х, Торогуд та його група осіли в Бостоні. Він був дружнім з Джиммі Такері з Вашингтона, членом блюзової групи "The Nighthawks". Під час гастролей 1970-х років, "Руйнівники" і "Nighthawks" якось одного разу виступали в Джорджтауні на протилежних вулицях, розташованих навпроти одна одної. The Destroyers виступали в The Cellar Door, а Nighthawks у Desperados. Опівночі, за попередньою домовленістю, коли обидві команди грали в унісон "Madison Blues" Елмора Джеймса; Торогуд і Такері залишили свої клуби і зустрілися посередині М-стріт, обмінялися гітарними шнурами і продовжили грати з командами протилежного клубу.  Співпраця з Nighthawks продовжилась, коли бас-гітарист Nighthawks Ян Зуковскі (Jan Zukowski) забезпечував музичний супровід Торогуда на концерті Live Aid у Філадельфії (Пенсильванія) 13 липня 1985 року.
Перше демо "Better Than Rest", було записано Торогудом в 1974 році, але не побачило світ до 1979 року. Впродовж року запису демо "Руйнівників" помітив Джон Форуд, який допоміг їм укласти контракт з Rounder Records. Перш ніж вони записали свій перший альбом, Ленна змінив Біллі Блуг (Billy Blough). Дебютний запис відбувся у 1976 році, з альбомом "George Thorogood and Destroyers", який вийшов у 1977 році. 1978 року Торогуд випустив свій наступний альбом у складі The Destroyers під назвою "Move It on Over", який містив римейк Генка Вільямса "Move It on Over". "Please Set a Date" та обробка пісні Бо Діддлі "Who Do You Love?" — обидві з’явилися в 1979 році. Ранньому успіху групи сприяла також підтримка фолк-лейблу Rounder Records. 
"Ми випустили кілька блюзових альбомів, в основному польових записів…", —  розповідає віце-президент компанії Скот Біллінгтон (A&R Scott Billington), член групи Rounder Music Group. "У той же час набуває популярності панк-рок, і саме цей час стає для нас ідеальним для повернення до базових принципів. Джордж був настільки захоплений музикою, яку він грає, та музикантами, яких він поважав.., що доніс ці пісні до нової аудиторії та змусив їх ожити в абсолютно новий спосіб".
Однойменний трек з альбому "Move It on Over", в якості синглу, популяризується на радіо, що допомагає альбому потрапити в американський Top 40 і забезпечує Торогуду шлях до золота. Золоті записи та радіо-хіти з'являться й пізніше, але цей альбом, це як точка відліку для Джорджа Торогуда; це успіх, який визначив те, що прийшло за ним, й залишається одним з його кращих досягнень. Успіх альбому сприяє релізу демозапису "Better Than Rest" (від компанії звукозапису MCA) який група знехтувала. У 1980 році колектив залишає Рон Сміт і з'являється саксофоніст Хенк Картер (Hank Carter), з яким вони записують свій третій альбом "More George Thorogood and Destroyers".

### Насичена гастрольна діяльність. Визнання.
Перший досвід виступу перед широкою аудиторією Торогуд здобув граючи на розігріві у The Rolling Stones під час їхнього американського туру 1981 року. Крім того, як основний музичний гість виступив на шоу Saturday Night Live  (8 сезон, епізод 2) – трансляція від 2 жовтня 1982 року. У цей період Thorogood and Destroyers стають відомими завдяки своїм чітким гастрольним графікам, включаючи гастрольний виступ "50/50" 1981 року,  на якому гурт відвідав всі 50 штатів США упродовж 50 днів. 

Виступ Джорджа Торогуда в The Fillmore 18 березня 2014 року.

Ідея туру "50/50" надійшла від одного друга, який захотів залишитися анонімним, і дуже вразила фантазію колективу. "Ми хочемо потрапити у важку лігу естрадних виконавців", — заявив Торогуд в інтерв'ю перед концертом. "Якщо ми це зробимо, то зможемо подивитись один на одного в групі і сказати: Так, це в наших силах, ми можемо цим займатись".  Після двох виступів у Боулдері (Колорадо), Торогуд і його команда вилетіли на Гаваї, де відбувся ще один виступ, а потім, наступної ночі, дали концерт на Алясці. Наступного дня група вилетіла до штату Вашингтон, зустріла свою дорожню команду, яка мала легковик Checker та вантажівку, і продовжили гастролі державою з одним шоу на кожен штат рівно за п'ятдесят ночей. Крім того, вони зіграли у Вашингтоні, в той же день, коли грали в штаті Меріленд, — тим самим, досягнувши результату в 51 виступ за 50 днів. Це привернуло до колективу увагу, проте строк договору Торогуда з "Rounder Records" завершився. Тому він підписав новий контракт з EMI America Records, а у 1982 році з’являється пісня "Bad to the Bone" та однойменний альбом. Ця пісня стала першим синглом який потрапив у Топ 40.
Тім Сендра, музичний оглядач Allmusic.
Пісня "Bad to the Bone" стає дуже частим гостем на телебаченні й кіно, з’являється в іграх. Серед них телевізійна драма "Miami Vice", науково-фантастичний трилер "Термінатор 2: Судний день", мультиплікаційний фільм "Елвін та бурундуки", фільм Джона Карпентера "Крістіна", телевізійний серіал "Married … with children", відеогра "Rock 'n Roll Racing". Пісня також звучала під час різних спортивних заходів, наприклад: Святкових днів футболу в Університеті штату Міссісіпі; змагань Monster Jam, супроводжуючи появу монстр-траків Grave Digger; під час проведення Professional Bull Riders, супроводжуючи вихід дворазового чемпіона PBG Дж. Б. Мауні (J.B. Mauney).  У 1984 році ця пісня була використана для рекламної кампанії Buick Grand National.
У 2012 році Торогуд отримав титул одного з "50 найвпливовіших мешканців Делаверу за останні 50 років". 
У 2017 році він випустив сольний акустичний альбом "Party of One".

## Склад

### The Delaware Destroyers
- Джордж Торогуд – основний вокал і основна гітара
- Джеф Саймон – ударні, перкусійні (1973–дотепер)
- Біллі Блуг – бас гітара (1976–дотепер)
- Джім Сахлер – ритм гітара (1999–дотепер)
- Бадді Ліч – саксофон, фортепіано (2003–дотепер)

### Колишні учасники
- Рон "Roadblock" Сміт – ритм гітара (1973–1980)
- Хенк "Hurricane" Картер – саксофон (1980–2003)
- Стів Крісмар – ритм гітара (1985–1993)

## Дискографія

### Студійні альбоми The Delaware Destroyers
- 1977: George Thorogood and the Destroyers (Золото)
- 1978: Move It on Over (Золото)
- 1979: Better Than the Rest (Записаний у 1974)
- 1980: More George Thorogood and the Destroyers
- 1982: Bad to the Bone (Золото)
- 1985: Maverick (Золото)
- 1986: Nadine (CD перевидання "Better Than the Rest")
- 1988: Born to Be Bad (Золото)
- 1991: Boogie People
- 1993: Haircut
- 1997: Rockin' My Life Away
- 1999: Half a Boy/Half a Man
- 2003: Ride 'Til I Die
- 2006: The Hard Stuff
- 2009: The Dirty Dozen
- 2011: 2120 South Michigan Ave.

### Сольні альбоми
- 2017: Party of One[15]

## Інша діяльність
Джордж Торогуд одружився зі своєю подругою Марлою Радерман 16 липня 1985 року, після 29-ти років знайомства. В них єдина дитина, дочка на ім'я Ріо Торогуд. Джордж Торогуд нині живе у Вілмінгтоні, США разом з дружиною та дочкою.
Торогуд був шанувальником бейсболу  впродовж більшої частини свого життя, граючи в напівпрофесійній лізі як другий бейсмен у 1970-х роках (ударник Джеф Саймон грав центровим в тій самій команді). Він взяв свою дочку в Чикаго на свою першу Головну гру ліги (Cubs vs. Rockies), під час якої співав "Take Me Out to the Ball Game". В інтерв'ю "Guitar World" у 2011 році він заявив: "Я шанувальник Нью-Йорк Метс. Не багато нас, але ви знаєте – це я. "
Накопичення Джорджа дорівнюють 50 млн $ .